# Fiat 615
Il Fiat 615 è un autocarro leggero prodotto dalla casa automobilistica Italiana FIAT dal 1951 al 1965.

## Il contesto
Nei primi anni del dopoguerra, l'enorme attività di ricostruzione rendeva necessario l'utilizzo di veicoli da trasporto di merci e materiali, resi introvabili dal loro utilizzo a scopi bellici negli anni precedenti. In un primo tempo la FIAT mise in produzione la "1100 ELR", versione commerciale del corrispondente modello berlina che, dotato di una ridotta capacità di carico e di un autotelaio pensato per autovetture, non poteva essere utilizzato in compiti gravosi.
Nel contempo, i tecnici Fiat, stavano progettando un autocarro leggero, particolarmente robusto e versatile, accoppiato a un nuovo motore diesel polivalente che, data la compattezza, poneva vari problemi di affinamento. Si decise, quindi, di far debuttare l'autocarro in versione benzina.

## Il "615"
Al salone di Ginevra del marzo 1951 fu presentato il Fiat 615, un veicolo con peso totale a terra di 3,5 t ed un carico utile di 1550 kg. Il robusto telaio a due assi con travatura centrale e ruote gemellate posteriori, è dotato del motore quadricilindrico in linea a benzina di 1395 cm3 della vettura Fiat 1400, nata un anno prima. La potenza di 39 CV consente una velocità massima di circa 80 km/h.
Il "615" venne posto in vendita nelle versioni "Autotelaio" (L. 1.300.000 f.f.), "Cabinato" (L. 1.550.000 f.f.) e "Autocarro" (L. 1.650.000 f.f.). Tale soluzione di gamma intendeva concentrare lo sforzo produttivo della FIAT sulle versioni base, lasciando ai molti carrozzieri il compito di realizzare gli allestimenti specifici richiesti dalla committenza. In effetti, la conformazione a "muso lungo", ovvero con il cofano motore posto anteriormente alla cabina di guida, lasciava ampie possibilità di interpretazione della zona di carico, che i carrozzieri seppero sfruttare magistralmente approntando decine di allestimenti diversi. Tra i più richiesti, i furgoni, le autocisterne, i carri attrezzi, gli autobus e, soprattutto, gli autocarri con pianale ribaltabile.

## Il "615 N"

Versione a cassone, con calandra a barre orizzontali, in una foto d'epoca

Ultimata la messa a punto del propulsore a ciclo diesel, nel novembre 1952 fu presentato alla stampa il modello Fiat "615 N", dove "N" indicava l'alimentazione a gasolio, all'epoca chiamato comunemente "nafta". La nuova versione è dotata del motore diesel "tipo 305", realizzato sulla base motore a benzina "tipo 105", anch'esso di recentissima progettazione, con il quale condivide un gran numero di componenti, e che sarà utilizzato anche sull'autovettura Fiat "1400 Diesel" e sul fuoristrada Fiat "Campagnola".
Il nuovo quadricilindrico diesel di 1901 cm³ vanta ingombri contenuti e un peso di soli 180 kg. La potenza di 40 CV a 3200 giri/minuto consente di mantenere invariata la velocità massima, restituendo una coppia di oltre 90 Nm a 2000 giri/minuto, con un consumo medio inferiore a 8 litri di carburante ogni 100 km. 
Seppure il nuovo motore diesel fosse di concezione automobilistica, si dimostrò assai più adatto di quello a benzina, grazie alla migliore erogazione di potenza ai bassi regimi di rotazione ed ai più ridotti consumi, al punto che quasi subito dopo l'inizio della commercializzazione dei veicoli diesel il Fiat "615" alimentato a benzina non fu più disponibile, considerate anche le pochissime richieste.
Come il "615", anche il "615 N" venne posto in vendita nelle versioni "Autotelaio" (L. 1.500.000 f.f.), "Cabinato" (L. 1.750.000 f.f.) e "Autocarro" (L. 1.850.000 f.f.), alle quali fu aggiunta la versione "Furgone" (L. 2.100.000 f.f.).

## Il "615 N1"
Nel 1960 al piccolo autocarro viene rinnovato il frontale, sostituendo la calandra stile Fiat "500 C" Topolino con una griglia a forma di trapezio rovesciato, la cui altezza condizionerà anche la forma del cofano motore, che avrà un taglio ad incastro sulla parte anteriore, mentre il precedente era perfettamente in linea con la parte di carrozzeria sottostante.
Resta il solito motore diesel da 1900 cm³ e 51 CV di potenza, utilizzato anche sul furgone Fiat "1100 TN" e fuoristrada Fiat "Campagnola", e portate ed allestimenti pressoché invariati rispetto al predecessore. Nel 1965 il nome "615" sparirà dai listini Fiat con l'arrivo del Fiat "616 N", avente praticamente le stesse linee estetiche, eccetto ancora una volta nel frontale, ed un motore di nuova progettazione.